# Paul van Dyk
Pour les articles homonymes, voir DFM.
Paul van Dyk, de son vrai nom Matthias Paul, surnommé DFM, né le 16 décembre 1971 à Eisenhüttenstadt, est un disc jockey et compositeur allemand. DJ numéro un mondial pendant deux ans entre 2005 et 2006 selon le DJ Mag, il est nommé dans la catégorie « meilleur album dance/électronique » pour son album Reflections lors des Grammy Awards 2004, et mixe pour un numéro du Mixmag.
Paul van Dyk commence sa carrière au club Tresor de Berlin en 1991. Son titre Out There and Back sorti en 2000 le fait connaître, tout comme sa chanson, For An Angel. Cette dernière a connu un succès international, plaçant Paul van Dyk parmi les DJs et producteurs de musique électronique les plus connus de planète. La chanson a atteint la place numéro une de l'UK Dance Chart et demeure depuis sa sortie un véritable classique, elle demeure l'une des chansons de trance les plus connues. Pour exemple en 2013, elle est reconnue par les lecteurs de Mixmag comme la 8e plus grande chanson de dance de l'histoire.
En 2004, il s'engage politiquement en faisant partie de America's Rock the Vote Campaign. Depuis, il anime un show radio hebdomadaire sur la radio allemande Fritz tous les mercredis de 20 à 22 heures en parallèle de son activité de DJ. 

## Biographie
Paul van Dyk a grandi à l'est de Berlin avec un seul parent ; son père quitte le foyer familial tandis que Paul est âgé de quatre ans. Là-bas, il devient technicien puis apprenti-charpentier. Paul van Dyk explique que sa passion pour la musique vient de la radio. À cette période sans disquaire dans sa ville, il écoute les chaînes de radio populaires mais interdites RIAS (Radio in the American Sector) et SFB, ainsi que des mixtapes occasionnellement importées clandestinement dans le pays. Peu avant la chute du Mur de Berlin, van Dyk et sa mère reçoivent une autorisation de quitter le territoire et emménagent à Hambourg pour vivre avec sa tante. En 1990, van Dyk revient à Berlin. Sa première apparition en tant que DJ s'effectue au club Tresor en mars 1991.
Le sixième album de Paul van Dyk, Evolution est publié le 3 avril 2012. La chanson Eternity est composée en collaboration avec Adam Young, mieux connu sous le nom de Owl City. Evolution est également produit par Arty, Austin Leeds, Giuseppe Ottaviani, Tyler Michaud, et Ummet Ozcan. Johnny McDaid de Fieldwork, et Sarah Howells notamment, ont participé à l'album.

## Discographie
- 1994: 45 RPM
- 1996: Seven Ways
- 2000: Out There and Back
- 2003: Reflections
- 2007: In Between
- 2012: Evolution
- 2015: The Politics of Dancing 3
- 2017: From Then On
- 2018: Music Rescues Me
- 2020: Guiding Light